# 安吉拉·懷特
安吉拉·懷特（英語：Angela White，1985年3月4日—），澳大利亞女性成人片演員兼導演。她於2003年開始進入成人業，並在此後獲得了多項業界大獎。2020年成為AVN首位連續三屆AVN獎年度最佳女演員得主。
她於2010年獲得大學學位，同一年在維多利亞州的選舉中擔任澳大利亞性愛黨的政治候選人。在選舉期間，她將DVD的副本發送給總檢察長羅伯·赫爾斯，以期降低X級電影的規定，她也為此獲得了更廣大的知名度。
懷特本身是雙性戀。2020年，懷特在第37屆AVN獎上獲得了當晚的年度最佳女演員獎，成為有史以來第一個連續三度獲得該獎杯的人。每日野獸網站稱她為「色情界的梅莉·史翠普」。

## 外部連結
- 官方网站
- 安吉拉·懷特在互联网电影资料库（IMDb）上的資料（英文）
- 安吉拉·懷特的X（前Twitter）
- 安吉拉·懷特在網際網路成人電影資料庫
- 成人電影資料庫上安吉拉·懷特的资料（英文）
- Angela White. .  與Captain Jack的访谈. Adult DVD Talk. 2013-12-26  [2017-12-11]. （原始内容存档于2020-10-30）.